# Pio La Torre
Pio La Torre (Palermo, 24 dicembre 1927 – Palermo, 30 aprile 1982) è stato un politico e sindacalista italiano, assassinato per ordine di Salvatore Riina e Bernardo Provenzano.
Era segretario regionale del Partito Comunista Italiano. Sulla base di una proposta di legge da lui presentata, venne promulgata la legge 13 settembre 1982, n. 646 (detta "Rognoni-La Torre"), che introdusse nel codice penale l'art. 416-bis, il quale prevedeva per la prima volta nell'ordinamento italiano il reato di "associazione di tipo mafioso" e la confisca dei patrimoni di provenienza illecita.

## Biografia

### Origini e formazione
Nacque a Baida, un'antica frazione di Palermo, da padre palermitano e da madre originaria di Muro Lucano (in provincia di Potenza), ambedue contadini molto poveri. Sin da giovane si impegnò, finendo anche in carcere per il suo spendersi a favore dei diritti dei braccianti, prima nella Federterra, poi nella CGIL (dal 1952 come segretario provinciale di Palermo) e, infine, aderendo al Partito Comunista Italiano. Lì, nel 1949, conobbe Giuseppina Zacco, dopo un anno la sposò e, da questa unione, nacquero due figli: Filippo e Franco.
Si laureò in scienze politiche all'Università degli Studi di Palermo nel 1961.

### La carriera politica
Nel 1952 si candidò al consiglio comunale di Palermo, e venne eletto. Nel 1959 divenne segretario regionale della CGIL. Nel 1960 entrò nel Comitato centrale del PCI, e nel 1962 fu eletto segretario regionale, succedendo a Emanuele Macaluso. Nel 1963 fu eletto per il PCI deputato all'Assemblea regionale siciliana e rieletto nel 1967, fino al 1971. Nel 1969 si trasferì a Roma per prendere la direzione prima della Commissione agraria e poi di quella meridionale. Messosi in luce per le sue doti politiche, Enrico Berlinguer lo fece entrare nella segreteria nazionale del partito.
Nel 1972 venne eletto deputato alla Camera nel collegio Sicilia occidentale, e subito si occupò di agricoltura. Rieletto alla Camera nel 1976, fu componente della Commissione Parlamentare antimafia fino alla conclusione dei suoi lavori nel 1976; nello stesso anno fu tra i redattori della relazione di minoranza della Commissione antimafia, che accusava duramente Giovanni Gioia, Vito Ciancimino, Salvo Lima e altri uomini politici di avere rapporti con Cosa nostra.
Eletto nuovamente alla Camera nel 1979, fu componente della commissione Difesa. Nel 1981 chiese ai vertici del PCI di riassumere la carica di segretario regionale del partito in Sicilia. Svolse la sua maggiore battaglia contro la costruzione della base missilistica NATO a Comiso che, secondo La Torre, rappresentava una minaccia per la pace nel Mar Mediterraneo e per la stessa Sicilia; per questo raccolse un milione di firme in calce a una petizione al governo italiano, ma le sue iniziative erano rivolte anche alla lotta contro la speculazione edilizia. Nel 1980 fu il primo firmatario di una proposta di legge presentata alla Camera dei deputati che introduceva il reato di associazione di tipo mafioso e il sequestro dei patrimoni di provenienza illecita: infatti, intervistato dal giornalista della Rai Giuseppe Marrazzo, affermò: "Noi proponiamo di concentrare l'attenzione sull'illecito arricchimento. Perché la mafia ha come fine, appunto, l'illecito arricchimento. Allora è lì che dobbiamo mettere i riflettori."

### L'agguato e la morte
Alle 9:20 del 30 aprile 1982, con una Fiat 131 guidata da Rosario Di Salvo, Pio La Torre stava raggiungendo la sede del partito. Quando la macchina si trovava in piazza Generale Turba, una moto di grossa cilindrata obbligò Di Salvo, che guidava, a uno stop, immediatamente seguito da raffiche di proiettili. Da un'auto scesero altri killer a completare il duplice omicidio. Pio La Torre morì all'istante mentre Di Salvo ebbe il tempo per estrarre una pistola e sparare alcuni colpi, prima di soccombere.
Dopo il delitto, arrivarono rivendicazioni telefoniche dell'agguato da parte delle Brigate Rosse e di Prima Linea, ma non vennero considerate attendibili.
I funerali si svolsero in piazza Politeama e vi presero parte centomila persone; erano inoltre presenti numerose autorità: il presidente della Repubblica Sandro Pertini, il presidente del Consiglio Giovanni Spadolini, il segretario nazionale del PCI Enrico Berlinguer (il quale fece un toccante discorso), il presidente della Regione Siciliana Mario D'Acquisto (fischiato dalla folla durante il suo intervento) e Carlo Alberto dalla Chiesa, appena insediatosi come Prefetto di Palermo con sei giorni di anticipo (verrà assassinato anche lui appena cento giorni dopo). È stato sepolto nel cimitero dei Cappuccini di Palermo.

## Indagini e processi

### Le dichiarazioni dei "pentiti", la pista Gladio e il processo per i "delitti politici"
Nell'immediatezza dei fatti, un testimone affermò di aver visto nei pressi del luogo del delitto un giovane con i capelli biondi a caschetto su una moto di grossa cilindrata, che sembrò riconoscere fotograficamente in Mario Prestifilippo, mafioso di Ciaculli e spietato killer dei Corleonesi. Le indagini però richiesero un notevole sforzo investigativo anche perché le armi utilizzate per uccidere erano di un calibro che veniva utilizzato raramente nei delitti di mafia, quindi si sospettò l'intervento di un armiere estraneo alle organizzazioni mafiose.
Nell'ottobre 1984, i giudici istruttori Marcantonio Motisi e Giovanni Miccichè emisero dodici mandati di cattura nei confronti dei vertici della mafia corleonese quasi tutti latitanti (Michele e Salvatore Greco, Salvatore Riina, Bernardo Provenzano, Bernardo Brusca, Giuseppe Calò, Giuseppe Greco "Scarpuzzedda", Francesco Madonia, Rosario Riccobono, Antonino Geraci e Giovanni Scaduto) come mandanti dell'omicidio La Torre, a seguito delle accuse del collaboratore di giustizia Tommaso Buscetta, il quale affermava la responsabilità della "Commissione" o "Cupola" di Cosa nostra nei "delitti eccellenti". Inizialmente il procedimento venne riunito a quello principale derivato dalle dichiarazioni di Buscetta (che porterà al maxiprocesso di Palermo) ma, al momento del rinvio a giudizio, l'omicidio La Torre (insieme ai delitti Mattarella, Reina e D'Aleo) venne stralciato perché necessitava di ulteriori approfondimenti d'indagine, scelta che fece nascere una polemica a distanza tra i magistrati dell'Ufficio Istruzione che disposero il rinvio a giudizio (in primis Giovanni Falcone e Paolo Borsellino) e quelli della Procura di Palermo. Scrissero Falcone e Borsellino nell'ordinanza-sentenza di rinvio a giudizio del maxiprocesso: 
Le indagini però ricevettero un nuovo impulso solamente nel 1989, a seguito della collaborazione con la giustizia di Francesco Marino Mannoia, il quale raccontò al giudice Falcone di aver saputo dal fratello defunto Agostino che a uccidere La Torre furono Greco "Scarpuzzedda" e Antonino Rotolo (mafioso del rione Pagliarelli passato con i Corleonesi). Tuttavia un ulteriore slancio venne dato nell'agosto 1990 dalla scoperta dell'Organizzazione Gladio, formazione paramilitare stay-behind creata dalla CIA per prevenire un'eventuale invasione sovietica: i legali della famiglia La Torre presentarono allora un'istanza alla Procura di Palermo in cui chiedevano di estendere le indagini per accertare un possibile coinvolgimento di Gladio nell'omicidio del dirigente comunista; come annotò nei suoi diari pubblicati dopo la morte, Falcone avrebbe voluto acquisire gli atti d'indagine su Gladio per approfondire la questione ma gli fu impedito dal procuratore Pietro Giammanco, che addusse varie scuse procedurali.
Sempre nel 1990 le indagini sui "delitti politici" siciliani (le uccisioni di Michele Reina, segretario provinciale della Democrazia Cristiana, del Presidente della Regione Piersanti Mattarella, dello stesso La Torre e del suo autista Rosario Di Salvo), fino ad allora separate, vennero unificate in un'unica istruttoria che venne affidata al giudice istruttore Gioacchino Natoli, con la motivazione che i tre omicidi erano da inquadrare in un'unica strategia mafiosa della "Cupola": la conclusione delle indagini portò la Procura di Palermo a quella corposa requisitoria che, depositata il 9 marzo 1991, costituì l'ultimo atto investigativo di Giovanni Falcone, il quale la firmò nonostante non fosse totalmente convinto poiché, a suo parere, l'inchiesta non aveva scavato in profondità le reali motivazioni dei delitti.
Nel giugno 1991 il giudice Natoli rinviò a giudizio per il delitto La Torre i membri della "Cupola" di Cosa nostra (Michele Greco, Salvatore Riina, Bernardo Provenzano, Giuseppe Calò, Rosario Riccobono, Giuseppe Greco "Scarpuzzedda", Bernardo Brusca, Francesco Madonia, Antonino Geraci) sulla base del cosiddetto "teorema Buscetta" (secondo cui gli omicidi di un certo rilievo non potevano avvenire senza l'assenso del vertice mafioso).
Il processo di primo grado per i "delitti politici" Mattarella-Reina-La Torre si aprì il 12 aprile 1992 nell'Aula bunker del carcere dell'Ucciardone, di fronte alla I Sezione Penale del Tribunale di Palermo, presieduta dal dott. Gioacchino Agnello con giudice a latere la dott.ssa Silvana Saguto, e si concluse nel 1995 con la condanna all'ergastolo dei membri della "Cupola" di Cosa nostra come mandanti dell'omicidio La Torre: i boss Salvatore Riina, Michele Greco, Bernardo Brusca, Bernardo Provenzano, Giuseppe Calò, Francesco Madonia e Nenè Geraci. La vedova di La Torre, Giuseppina Zacco, rifiutò la costituzione di parte civile nel processo in segno di protesta nei confronti di un'inchiesta che definì "povera, meschina e riduttiva".
Le motivazioni della sentenza di primo grado ritennero attendibili le concordi dichiarazioni dei collaboratori di giustizia Tommaso Buscetta, Francesco Marino Mannoia, Gaspare Mutolo e Pino Marchese, che indicarono l'omicidio La Torre esclusivamente come delitto di mafia la cui motivazione stava nella proposta del dirigente comunista di un disegno di legge che prevedeva per la prima volta il reato di "associazione mafiosa" e la confisca dei patrimoni di provenienza illecita. La sentenza venne poi confermata in appello e in Cassazione, divenendo definitiva.

### Il processo agli esecutori materiali
Nel 1996 Salvatore Cucuzza, reggente del mandamento di Porta Nuova arrestato dopo alcuni anni di latitanza, decise di collaborare con la giustizia e si autoaccusò di aver partecipato all'omicidio di Pio La Torre, affermando che Giuseppe Greco "Scarpuzzedda" (che faceva pure parte del commando omicida) gli confidò che "uomini politici avevano indicato a Cosa nostra che l'eliminazione di La Torre avrebbe impedito il rigore della legge sul sequestro dei beni": per questi motivi, anche basandosi su precedenti dichiarazioni di Francesco Marino Mannoia e Pino Marchese che avevano indicato i nomi degli esecutori materiali, nel maggio 2001 Cucuzza venne condannato a otto anni di carcere con il rito abbreviato, riconoscendogli lo sconto di pena previsto per i collaboratori di giustizia, mentre nel marzo 2003 il GUP di Palermo Marcello Viola rinviò a giudizio i boss mafiosi Antonino Madonia e Giuseppe Lucchese, accusati da Cucuzza di aver partecipato con lui al delitto, mentre Greco "Scarpuzzedda" venne dichiarato non processabile in quanto morto da parecchi anni. 
Nel giugno 2004 la Corte d'assise di Palermo, presieduta da Renato Grillo, condannò all'ergastolo Madonia e Lucchese come esecutori materiali dell'omicidio La Torre. 

## L'archivio personale
L'archivio di Pio La Torre è conservato presso l'Istituto Gramsci di Palermo, dove è stato versato nel 1983 da Giuseppina Zacco La Torre. Il fondo comprende documentazione relativa all'attività del PCI e altri partiti, organizzazioni sindacali e associazioni di massa operanti nel territorio. Inoltre, è presente documentazione relativa all'autonomia siciliana, alla questione meridionale, ai problemi della ricostruzione e dello sviluppo delle zone della Campania e della Basilicata colpite dal sisma del novembre 1980, nonché scritti e discorsi di La Torre e altri politici.

## Riconoscimenti

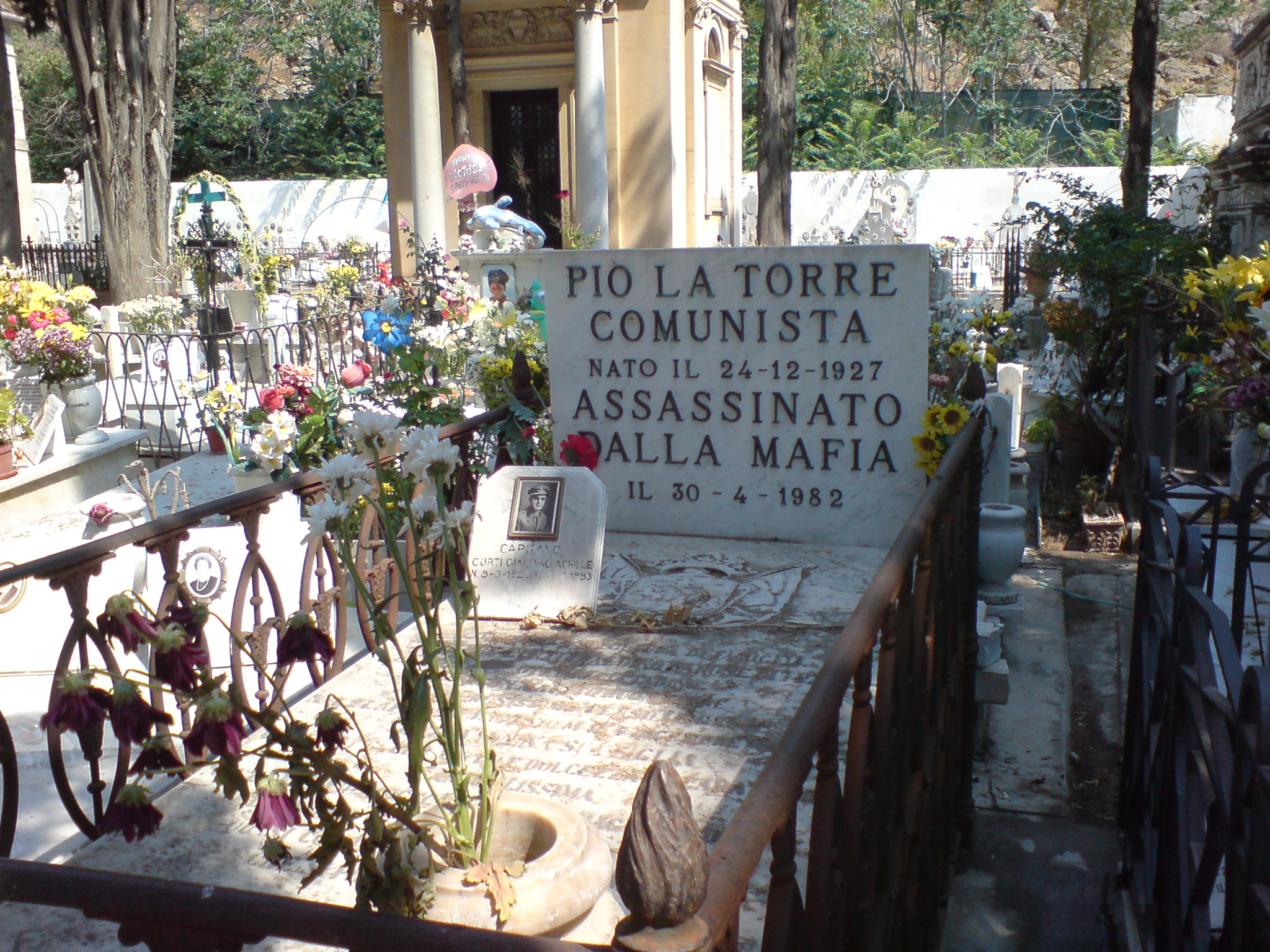
Tomba di Pio La Torre nel cimitero dei Cappuccini a Palermo

- Quattro anni dopo la sua uccisione, nel maggio del 1986, nasce ad Alcamo il Centro di studi e iniziative culturali "Pio La Torre",[35] creato con lo scopo di valorizzare il patrimonio ideale e politico costituito dalla vita e dall'opera del sindacalista siciliano.
- I Gang gli dedicano la canzone "Duecento giorni a Palermo", contenuta nell'album Storie d'Italia del 1993.
- Il 10 maggio 2008, a Torino, è stato presentato il libro Pio La Torre - Una Storia Italiana di Giuseppe Bascietto e Claudio Camarca, con la prefazione del Presidente della Repubblica Giorgio Napolitano. Si tratta della prima biografia del politico autorizzata dalla famiglia La Torre.
- Nel 2012, per Edizioni Flaccovio, esce il volume Pio La Torre di Vito Lo Monaco e Vincenzo Vasile. Dello stesso anno anche il libro Chi ha ucciso Pio La Torre? di Paolo Mondani e Armando Sorrentino, edito da Rx e Perché è stato ucciso Pio La Torre? di Nino Caleca ed Elio Sanfilippo, pubblicato da Istituto Poligrafico Europeo Casa Editrice, che nel 2013 pubblica L'antimafia dei comunisti. Pio La Torre e la relazione di minoranza, a cura di Vittorio Cocco e con una nota di Emanuele Macaluso, e nel 2016 «Ecco perché...». Bibliografia degli scritti di Pio La Torre, di Francesco Tornatore. Nel 2017 esce il libro Ecco chi sei. Pio La Torre, nostro padre, scritto dai figli Filippo e Franco con Riccardo Ferrigato e con la prefazione del regista Giuseppe Tornatore.
- Il 14 giugno 2014 gli venne intitolato il nuovo aeroporto di Comiso, i cui lavori si erano conclusi l'anno precedente.[36]
- Appare tra i personaggi dei film Cento giorni a Palermo, Placido Rizzotto di Pasquale Scimeca, La mafia uccide solo d'estate e della fiction televisiva Il capo dei capi.